# 千道安
千 道安（せん の どうあん、天文15年（1546年） - 慶長12年2月17日（1607年3月14日））は戦国時代から江戸時代初期の茶人。始め紹安。後に道安。号は、可休斎、不休斎、眠翁、泉南道安老人など。堺千家の主。

## 略歴
天文15年（1546年）、千宗易（千利休）の長男として生まれる。母は宝心妙樹。千家の嫡男だが宝心が没し利休が再婚すると、以後は利休と折り合いが悪くなり若い頃に家を出た。のちに利休と和解するも、利休の再婚相手の連れ子で同い年である千少庵との折り合いは悪く、終生茶会に両者が同席することはなかった。
茶の道を修め豊臣秀吉の茶頭八人衆に数えられるまでになった。利休切腹後は飛騨高山藩主金森長近に預けられ（異説あり）、蟄居、謹慎を命じられた。長近が茶人であったことから、親交を深めたとみられている。
文禄3年（1594年）に赦されて堺に戻り（時期には諸説ある）、千家の家督を継いだ（堺千家）。その際に少庵の息子である千宗旦により千家再興が達せられる。秀吉没後は慶長6年（1601年）、細川三斎に招かれ、茶頭となり、豊前水崎で三百石を拝領する。
慶長12年（1607年）、豊前の地にて死去（異説あり）。大宰府の崇福寺に葬られた。現在の墓所は大阪府堺市の南宗寺と徳島県徳島市の本覚寺。

## 人物評
道安はしばしば義弟である千少庵との対比で語られることが多い。中には少庵を道安より優れていたように描く逸話もあるが、これは現存しているのが少庵系統の三千家周辺のものである事実を考慮する必要がある。そうした資料の中でも道安についての賞賛が散見されるところから、当時際だった才能を発揮していたことが伺われる。少庵は先天的に足に不自由があったが、これが三千家系統の資料では道安に置き換えるなどの事実関係の齟齬も確認されている。
- 利休が二人に竹の蓋置を選ばせたところ、道安は節のついたゴツゴツとした蓋置を、少庵は節のない滑らかな蓋置を選んだというエピソードがあり、道安は磊落な性格、少庵は繊細な性格であったとされている（『江岑夏書』）。
- 秀吉が利休に「大仏（方広寺の京の大仏）の内陣を囲いて茶の湯すべき者は誰ぞ」と尋ねたところ、「道安が仕るべき」と道安を推挙したとの逸話が残されている（『茶話指月集』）。
- 道安の茶会に招かれた利休が亭主を待つ間「露地の飛び石の据え方がひとつだけ高い」と話したところ、勝手で聴いていた道安は中立ちの間に的確に直したという（前掲書）。
- 少庵が千家を再興した後、秀吉に呼ばれた道安が御前で茶を点てたところ、秀吉は「宗易（利休）が手前によく似たる」と褒めた（前掲書）。

## 茶人としての事績及び評価
繊細な少庵の茶を静とするならば、道安の茶は動であると言う評がある。創作意欲が旺盛であり、その工夫は簡素さの中に力強さを求めるものであったようである。
- 道安が金属片を使って灰をならしていたのが、金属製の灰匙の始まりだと言われている。金属製の灰匙は当初利休から「飯杓子」と嘲笑されたが、のちに利休も用いるようになったという。
- 塗り蓋を拭いてから茶巾をおく手前は、道安が始めた物と言われている。
- 道安囲、道安風炉の考案。

## 代表的な弟子
- 桑山貞晴（宗仙）：片桐石州の師。
- 金森可重（雲州）：秀吉・徳川家康に仕えた武将。金森重近（宗和）の実父であり道安と交流があったが、茶の湯の師は古田織部であったともされる。

## 千道安が登場する作品
- 漫画「花の慶次 ―雲のかなたに―」